# ماریا پله
ماریا پله (انگلیسی: María Peláe؛ زادهٔ ۳۱ مارس ۱۹۹۰) خواننده-ترانه‌پرداز اهل اسپانیا است. وی از سال ۲۰۱۰ میلادی تاکنون مشغول فعالیت بوده است.